# Lucio Cecilio Metelo Denter
Lucio Cecilio Metelo Denter (en latín, Lucius Caecilius Metellus Denter) fue un político y militar de la república romana, nacido c. 320 a. C. Ocupó el consulado en 284 a. C.

## Vida
Se conoce muy poco sobre Lucio Cecilio Metelo Denter, salvo que dirigió a un ejército romano contra los senones comandados por Britomaro en la batalla de Arretium. Pudo ser hijo o sobrino de Quinto Cecilio y el primero de los Cecilios en adoptar el cognomen Metelo. Con él comienza, por tanto, la genealogía de la importante familia aristocrática de los Cecilios Metelos.
Existe cierta controversia sobre la fecha de su muerte, dado que algunas fuentes indican que murió en el año de su consulado, en 284 a. C., en la propia batalla de Arretium, mientras que otras sitúan su muerte un año después, siendo pretor, en la siguiente batalla contra los senones. Esta última versión es dudosa porque no era habitual que un procónsul fuese elegido pretor al año siguiente de su consulado, en especial si había sido derrotado en la batalla.
Es posible que fuera el padre de Lucio Cecilio Metelo, cónsul de Roma en dos ocasiones y dictador.